# Житомир (аеропорт)
Міжнародний аеропорт «Житомир» імені Сергія Корольова, аеропорт «Житомир-Смоківка» (IATA: ZTR, ICAO: UKKV) — аеропорт у Житомирі, Україна.

## Історія

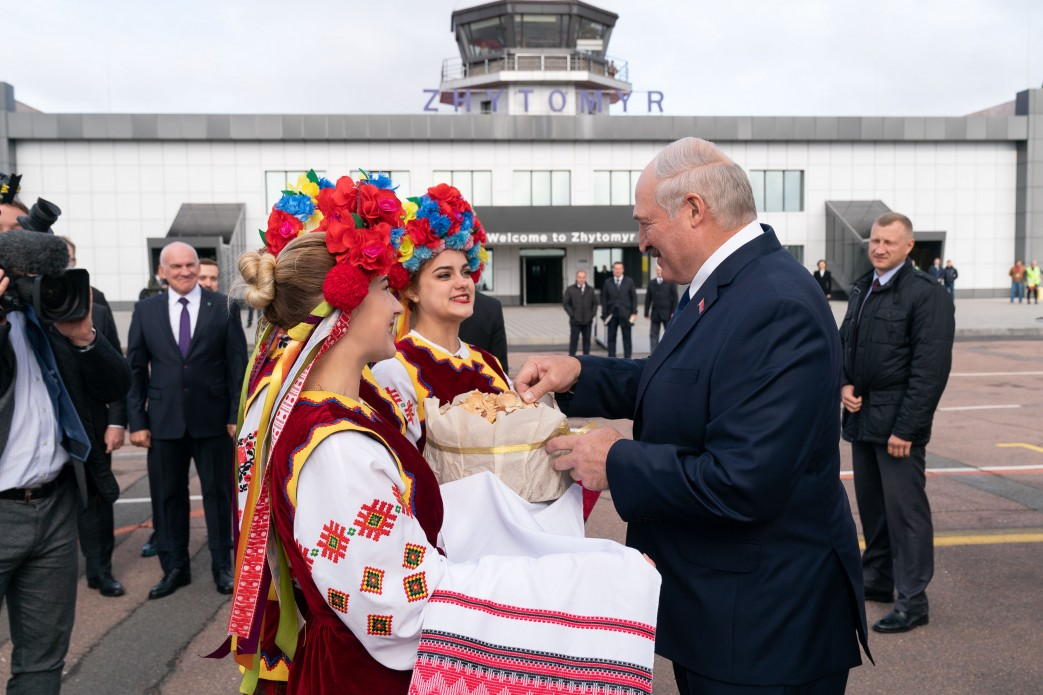
Зустріч президента Білорусі Лукашенка (2019)

Аеропорт відкрито у 1939 році. У листопаді 2011 р. у нього було відкликано Сертифікат цивільного аеропорту через відсутність авіарейсів з 1990 р.
30 грудня 2015 р. аеропорт знову отримав відповідний Сертифікат, а 29 січня 2016 року прийняв перший рейс (технічний) літака Saab 340. Ремонтом та обслуговуванням аеропорту займається авіакомпанія Yanair.
Аеропорт перебуває в комунальній власності міста.
З кінця липня 2018 року АК «Янейр» планувала запуск рейсів до Батумі, проте згодом можливість бронювання рейсів на сайті компанії була видалена, а регулярні рейси — скасовані.
За даними ДАСУ аеропорт не мав права обслуговувати пасажирські перевезення (виключно вдень), проте 7 жовтня 2020 року отримав відповідні дозволи, серед яких відкриття міжнародного пункту пропуску. Результати обстеження спеціальною комісією даного аеропорту показали, що тут наявні належні умови для того, щоб проводити передбачені законодавством види контролю.
2021 року планувалося надати аеропорту кошти на розширення злітно-посадкової смуги. 30 червня 2021 року аеропорт було повторно відкрито розпорядженням уряду, а 13 серпня він прийняв свій перший міжнародний рейс, він прибув із США.